# Nont Muangngam
Nont Muangngam (thailändisch นนท์ ม่วงงาม, * 20. April 1997 in Ang Thong), auch als Non (thailändisch นนท์) bekannt, ist ein thailändisch-französischer Fußballspieler.

## Karriere

### Verein
Nont Muangngam erlernte das Fußballspielen in der Jugendakademie des AS Nancy in Frankreich. Hier unterschrieb er 2013 auch seinen ersten Vertrag. Bis 2016 wurde er 15 Mal in der U–19–Mannschaft des Vereins eingesetzt. 2016 wechselte er nach Thailand und unterschrieb einen Vertrag beim Erstligisten Chiangrai United. Zur Rückserie 2016 wurde er an den damaligen Zweitligisten Nakhon Pathom United FC ausgeliehen. An den Erstligisten BEC-Tero Sasana FC wurde er 2018 ausgeliehen. Für Chiangrai spielte er bisher 12 Mal in der Ersten Liga. 2019 lieh in der Erstligaaufsteiger Chiangmai FC aus. Der Club aus Chiangmai musste am Ende der Saison 2019 wieder den Weg in die Zweitklassigkeit antreten. Er kehrte zu Chiangrai United zurück, wurde jedoch im Januar 2020 an den Zweitligisten Chiangmai United FC ausgeliehen. Im März 2021 feierte er mit Chiangmai die Vizemeisterschaft und den Aufstieg in die erste Liga. Nach einer Saison in der ersten Liga musste er mit Chiangmai nach der Saison 2021/22 wieder in die zweite Liga absteigen. Für Chiangmai stand er 46-mal in der Liga zwischen den Pfosten. Nach der Ausleihe kehrte er Anfang Juni 2022 nach Chiangrai zurück. Im Juli 2022 unterschrieb der Torwart einen Vertrag beim Erstligisten Lamphun Warriors FC. Am 31. Mai 2025 stand er mit den Warriors im Finale des Thai League Cup. Hier traf man im BG Stadium auf Buriram United. Am Ende musste man sich mit 2:0 geschlagen geben.

### Nationalmannschaft
Von 2013 bis 2014 spielte Nont Muangngam dreimal in der französischen U-16-Nationalmannschaft. Dreimal trug er das Trikot der U-21-Nationalmannschaft von Thailand. Seit 2017 spielte er 17 Mal für die thailändische U-23.

## Erfolge

### Verein
Chiangrai United
- Thailändischer Pokalsieger: 2017

Chiangmai United FC
- Thailändischer Zweitligavizemeister: 2020/21  ▲

Lamphun Warriors FC
- Thailändischer Ligapokalfinalist: 2024/25

### Nationalmannschaft
Thailand U23
- Sea Games: 2017